# Maciej Kobyliński
Maciej Tadeusz Kobyliński (ur. 18 marca 1944 w Warszawie) – polski polityk, samorządowiec, prezydent Słupska w latach 1986–1990 i 2002–2014.

## Życiorys
Syn Kazimierza. Ukończył studia prawnicze na Uniwersytecie im. Adama Mickiewicza, następnie odbył aplikację radcowską. Pracował w Wojewódzkim Przedsiębiorstwie Komunikacyjnym w Słupsku, następnie w administracji województwa słupskiego.
Od 2 października 1986 do 27 maja 1990 był ostatnim prezydentem Słupska PRL. Do rozwiązania należał do PZPR, później związany z Sojuszem Lewicy Demokratycznej.
Od 1990 prowadził własną działalność gospodarczą. Od 20 listopada 1996 do 23 grudnia 1997 zajmował stanowisko wojewody słupskiego. Od 1998 do 2002 był radnym sejmiku pomorskiego I kadencji.
10 listopada 2002 zwyciężył w bezpośrednich wyborach samorządowych i w ten sposób ponownie został prezydentem Słupska, a 20 listopada złożył przysięgę przed radą miasta IV kadencji. W następnych wyborach w 2006 skutecznie ubiegał się o reelekcję jako kandydat własnego komitetu wyborczego, wygrywając już w pierwszej turze i pokonując m.in. Zbigniewa Konwińskiego z Platformy Obywatelskiej. Na kolejną kadencję został wybrany także w wyborach w 2010, pokonując w drugiej turze niezależną Krystynę Danilecką-Wojewódzką. W 2014 nie ubiegał się o reelekcję. W wyborach w 2018 był kandydatem koalicji SLD Lewica Razem do sejmiku pomorskiego (nie zdobyła ona mandatów).
Został przewodniczącym kapituły konkursu „Modernizacja Roku & Budowa XXI wieku”.
Odznaczony m.in. Brązowym Medalem za Zasługi dla Policji, Złotym Krzyżem Zasługi oraz Krzyżami Oficerskim (1997) i Kawalerskim Orderu Odrodzenia Polski.